# 荻野勲
荻野 勲（おぎの いさお、1962年11月30日 - ）は、日本の実業家。オムロンコーリン（現フクダコーリン）株式会社代表取締役社長などを経て、オムロン ヘルスケア株式会社代表取締役社長。

## 人物・経歴
東京都出身。1985年日本大学理工学部電気工学科卒業、立石電機（現オムロン）入社。2003年オムロン ヘルスケア新規事業開発センター事業開発部長。2006年オムロン ヘルスケア執行役員。2009年オムロン ヘルスケア医療機器事業統轄部長兼オムロンコーリン代表取締役社長。2010年オムロン ヘルスケア執行役員常務。2011年オムロン ヘルスケア取締役執行役員常務経営統轄部長兼商品事業統轄部長。2012年Omron Health Care Inc.社長。2013年オムロン ヘルスケア執行役員専務米欧州営業本部長。2013年オムロン執行役員。2014年オムロン ヘルスケア取締役執行役員副社長。2015年オムロン ヘルスケア代表取締役社長。アストラゼネカとの共同開発の合意などを行った。